# Ладожская (станция метро)
«Ла́дожская» — станция Петербургского метрополитена. Расположена на четвёртой (Лахтинско-Правобережной) линии между станциями «Новочеркасская» и «Проспект Большевиков».
Станция открыта 30 декабря 1985 года в составе участка «Площадь Александра Невского» — «Проспект Большевиков».
В проекте (во время строительства) станция носила название «Новоладожская».
Первоначально, при проектировании Правобережной линии, станцию планировалось построить на пересечении проспектов Индустриального и Косыгина, но из-за проблем с грунтами на данном участке трассу пришлось изменить и пустить на юго-восток в Невский район.

## Наземные сооружения
Наземный павильон станции выполнен по проекту архитектора В. Н. Есиновского и инженера Г. Ф. Прошиной при участии С. Н. Кривоносова, В. Ф. Хиврича и Ю. А. Рыжова (институт Ленгипротранс) и располагается в конце Заневского проспекта у Ладожского вокзала.
Павильон являлся первой очередью строительства проектируемого в то время Ладожского вокзала (пусковой комплекс включал в себя возведение кассово-эскалаторного зала и расположенных по бокам двухэтажных пристроек для эксплуатационно-технических служб метрополитена), и его объёмно-планировочное решение было увязано с первоначальным проектом всего вокзального комплекса.
Метропавильон должен был занять центральное место в вокзале, расположившись между створами пассажирских тоннелей, ведущих на железнодорожные платформы и стать общим объёмом будущего крупного здания. Покрытие эскалаторного зала, проектировавшееся изначально из металлических конструкций, впоследствии планировалось переместить вверх методом подъёма этажей. Оно должно было занять место одного из шести венчающих вокзал фонарей, обеспечивающих естественное освещение внутренних помещений. Первоначальный проект вокзального комплекса реализован не был.
На главном фасаде, облицованном сааремским доломитом, тёмно-серым гранитом, и стемалитом, симметрично выявлены зоны входа и выхода — они перекрыты вынесенными вперёд козырьками. Над кровлей возвышается большой остеклённый по периметру фонарь.
Поддерживаемый колоннами потолок, в своей центральной части имеющий форму неправильного восьмигранника, перекрыт армоцементной структурой. К ней, в свою очередь, подвешена люстра, повторяющая собой восьмиугольные очертания светового фонаря.
Порталы, как над входом в эскалаторный тоннель, так и над просторным выходом из него сплошь облицованы серо-голубым уфалейским мрамором.
По всей тыльной стороне вестибюля были устроены заделы под будущие проходы на железнодорожные платформы, задекорированные под сплошные витражи. При строительстве Ладожского вокзала по отличному от первоначального замысла проекту заделы были реализованы. Вестибюль был совмещён с вокзальным комплексом.

## Подземные сооружения
«Ладожская» — односводчатая станция глубокого заложения (глубина ≈ 61 м). Сооружена по проекту архитектора В. Н. Есиновского и инженера Г. Ф. Прошиной при участии С. Н. Кривоносова, Л. А. Филипповой и Ю. А. Рыжова (институт Ленгипротранс). Тематическое оформление станции посвящено Дороге жизни блокадного Ленинграда.
Торцы подземного зала и путевые стены по низу облицованы серо-голубоватым уфалейским мрамором, который ассоциируется с водами Ладоги, и увенчаны фризом из тёмно-серого полированного гранита с названием станции.
Два ряда установленных на платформе торшеров, по 11 с каждой стороны, символизируют собой путевые столбы. Сомасштабные по высоте торшеры, облицованные белым мрамором, служат источниками света: из-под своих бронзовых экранов с памятными датами «1941—1944» они излучают пучки света. В 2019 году торшеры были дополнены камерами видеонаблюдения, но в рамках ремонта 2023—2024 года камеры были убраны с торшеров, было принято решение их не ставить.
На платформе также имеется три пары массивных скамей. Пол на всей площади устлан серыми гранитными прямоугольниками, окантованными чёрными полосами лабрадорита.
В торце станции предполагалось разместить мраморную композицию «Торосы ладожского льда». Но идея архитекторов не была реализована полностью, и торец украшает только беломраморная стена в обрамлении тёмного портала с надписью «1941 ДОРОГА ЖИЗНИ 1944» с боковой подсветкой.
Наклонный ход, содержащий четыре эскалатора, расположен в северном торце станции; в 2017 году светильники наклонного хода были заменены со «световых столбиков» на «факелы».
В 2006 году изменилось освещение станции: ртутные газоразрядные лампы (белого, слегка голубоватого свечения) были заменены на натриевые (более яркие, жёлтого свечения). После такой замены стали не видны разные оттенки голубого и какие-либо другие цветовые различия в облицовке зала; всё стало жёлто-серых тонов. В рамках ремонта 2023—2024 годов был восстановлен первоначальный цвет освещения.

## Наземный городской транспорт

#### Городские автобусы
| №   | Пересадки | Конечный пункт 1           | Конечный пункт 2                  |
| --- | --- | -------------------------- | --------------------------------- |
| 5   | Новочеркасская Ломоносовская | Ладожская Ладожский вокзал | улица Грибакиных                  |
| 21  | Чернышевская | Ладожская Ладожский вокзал | Площадь Ленина Финляндский вокзал |
| 24  | Адмиралтейская Невский проспект Гостиный двор Маяковская Площадь Восстания Московский вокзал Площадь Александра Невского Новочеркасская Ладожский вокзал | Василеостровская           | Хасанская улица                   |
| 27  | Адмиралтейская Невский проспект Гостиный двор Маяковская Площадь Восстания Московский вокзал Площадь Александра Невского Новочеркасская Ладожский вокзал | Театральная площадь        | Белорусская улица                 |
| 30  | — | Ладожская Ладожский вокзал | Рябовское шоссе, 117              |
| 46  | Новочеркасская Площадь Александра Невского Чернышевская Горьковская Петроградская Черная речка                                                           | Ладожская Ладожский вокзал | Вазаский переулок                 |
| 77  | — | Ладожская Ладожский вокзал | Белорусская улица                 |
| 92  | — | Ладожская Ладожский вокзал | улица Химиков                     |
| 123 | Пискарёвка Площадь Мужества Озерки | Ладожская Ладожский вокзал | улица Жени Егоровой               |
| 131 | — | Ладожская Ладожский вокзал | Молокозавод № 4                   |
| 137 | Пискарёвка Лесная | Ладожская Ладожский вокзал | Чёрная речка                      |
| 183 | Новочеркасская Пискарёвка Ручьи | Ладожская Ладожский вокзал | ЖК «Новая Охта»                   |
| 185 | Лесная Петроградская | Ладожская Ладожский вокзал | Чкаловская                        |
| 222 | Площадь Мужества | Ладожская Ладожский вокзал | Озерки                            |
| 271 | Площадь Мужества Политехническая Проспект Просвещения Парнас                                                                                             | Ладожская Ладожский вокзал | Толубеевский проезд               |
| 295 | Новочеркасская Академическая Гражданский проспект | Ладожская Ладожский вокзал | Суздальский проспект              |

#### Пригородные автобусы
| №    | Пересадки | Конечный пункт 1           | Конечный пункт 2                     |
| ---- | --------- | -------------------------- | ------------------------------------ |
| 429  | —         | Ладожская Ладожский вокзал | Ёксолово                             |
| 430  | —         | Ладожская Ладожский вокзал | Всеволожск, микрорайон «Котово Поле» |
| 453  | 37 км     | Ладожская Ладожский вокзал | Дубровка, Ленинградская улица        |
| 462  | Корнево   | Ладожская Ладожский вокзал | Углово Рахья                         |
| 462Р | Романовка | Ладожская Ладожский вокзал | Щеглово                              |
| 531  | —         | Ладожская Ладожский вокзал | Всеволожск, ЦРБ                      |
| 531А | —         | Ладожская Ладожский вокзал | Всеволожск, микрорайон «Южный»       |
| 532  | —         | Ладожская Ладожский вокзал | Воейково                             |
| 533  | —         | Ладожская Ладожский вокзал | Янино-1, Ясная улица                 |
| 860Л | —         | Ладожская Ладожский вокзал | Тихвин, Молокозавод                  |

#### Троллейбусы
| №  | Пересадки | Конечный пункт 1 | Конечный пункт 2 |
| -- | --- | ---------------- | ---------------- |
| 22 | Адмиралтейская Невский проспект Гостиный двор Маяковская Площадь Восстания Московский вокзал Площадь Александра Невского Новочеркасская Ладожский вокзал | площадь Труда    | Хасанская улица  |

#### Трамваи
| №  | Пересадки                                  | Конечный пункт 1           | Конечный пункт 2                          |
| -- | ------------------------------------------ | -------------------------- | ----------------------------------------- |
| 8  | —                                          | Ладожская Ладожский вокзал | Хасанская улица                           |
| 30 | Новочеркасская Площадь Александра Невского | Ладожская Ладожский вокзал | Перекупной переулок                       |
| 59 | —                                          | Ладожская Ладожский вокзал | улица Электропультовцев (трамвайное депо) |
| 63 | —                                          | Ладожская Ладожский вокзал | улица Передовиков                         |
| 64 | —                                          | Ладожская Ладожский вокзал | Ржевка                                    |

## Перспективы
После 2030 года планируется строительство перехода на перспективную станцию «Ладожская-2» Кольцевой линии, который будет начинаться из центра зала (как на «Садовой»). Также планируется строительство второго выхода к улицам Зольной и Латышских Стрелков.

## Капитальный ремонт станции
С 4 марта 2023 года по 30 января 2024 года станция была закрыта на капитальный ремонт. Во время ремонта по маршруту «Ладожская» — «Новочеркасская» — «Площадь Александра Невского» с интервалом в 4 минуты курсировали 12-16 больших трамваев по маршруту № 30. Проезд на них был бесплатным.
Для этого также были обустроены 2 выделенные полосы: первая — на мосту Александра Невского для трамваев, вторая — на Заневском проспекте для безрельсового общественного транспорта (автобусов и троллейбусов). Также была оборудована временная посадочная площадка для трамваев на Гранитной улице вблизи остановок трамвая «Чижик».
Первоначально ожидалось, что капитальный ремонт станции займёт 11 месяцев. 22 декабря 2023 года Комитет по транспорту Санкт-Петербурга сообщил, что работы идут с опережением графика, и назвал новую дату открытия — 27 января 2024 года в честь полного снятия блокады Ленинграда. 23 января открытие перенесли на 30 января. Торжественное открытие станции состоялось 29 января 2024 года, и на следующий день станция приняла первых пассажиров.
В ходе ремонта на станции отремонтированы вестибюль и наклонный ход, отремонтированы эскалаторы. В вестибюле заменена люстра: материалы заменены на более лёгкие, сами лампы заменены на светодиоды. Изменено освещение на самой платформе. На станции были размещены новые турникеты, способные принимать как транспортные карты («Подорожник» и льготные), так и бесконтактные банковские карты.

## Галерея
- Вестибюль, сентябрь 2022 года
- Выход к Заневскому проспекту
- Выход в сторону Ладожского вокзала
- Переходы в здание Ладожского вокзала